# Arrhenophagoidea rolaspidis
Arrhenophagoidea rolaspidis är en stekelart som beskrevs av Annecke och Prinsloo 1974. Arrhenophagoidea rolaspidis ingår i släktet Arrhenophagoidea och familjen sköldlussteklar. Inga underarter finns listade.